# 盛夏之門
GLAY的第2張單曲。

## 簡介
- 土屋昌巳擔任製作人的第2張作品，也負責吉他演奏。

## 收錄曲目
1. 盛夏之門
和獨立時期專輯『灰與鑽石』收錄的版本不同。日本動畫魔天戰神主題曲。
2. Life 〜遠方的天空下〜
鼓手由前團員AKIRA擔任。
3. 盛夏之門 （ORIGINAL KARAOKE）

## 收錄專輯
- 灰與鑽石（編曲不同的版本）
- SPEED POP
- rare collectives vol.1
- THE GREAT VACATION VOL.2 〜SUPER BEST OF GLAY〜